# Никола Карадимов
Никола Иванов Карадимов е български дипломат, бивш секретар по външната политика на президент Георги Първанов. Министър на териториалното развитие и благоустройството в правителството на Филип Димитров.
- Посланик в Копенхаген, Дания (1993 – 1997)
- Посланик в Европейския съюз, Брюксел (1997 – 1999)
- Посланик в Осло, Норвегия от 2006 г.

Завършва Висшия институт по строителство и архитектура (сега Университет по архитектура, строителство и геодезия) в София през 1967 г. От 1970 до 1977 г. е научен сътрудник. В периода 1976 – 1980 г. е главен проектант в страни от Азия и Африка. Между 1989 и 1991 г. работи последователно като директор, главен директор и начални управление по стратегия и жилищно програмиране към Министерството на строителството, архитектурата и благоустройството. От 1997 до 1999 г. е посланик в ЕС. От 2000 г. е координатор на Република България по Пакта за стабилност в Югоизточна Европа.
Работил на над 40 статии в областта на външната политика и международното право в българския периодичен и научен печат.

## Агентурна дейност
С Решение № 8 от 19.07.2007 г. на Комисията за разкриване на документите и за обявяване на принадлежност на български граждани към Държавна сигурност и разузнавателните служби на БНА се оповестява агентурната дейност на Никола Иванов Карадимов в качеството на агент с псевдоним „Андрей“ .